# Madumbra melancholica
Madumbra melancholica är en insektsart som först beskrevs av Melichar 1951.  Madumbra melancholica ingår i släktet Madumbra och familjen dvärgstritar. Inga underarter finns listade i Catalogue of Life.